# Четврти руско-персијски рат
Руско-персијски рат 1826—1828. године био је последњи велики војни сукоб, између Руског и Персијског царства.
После Гулистанског мира , којим је завршен претходни Руско-персијски рат 1813. мир на Кавказу одржао се само тринаест година. Међутим, Фетех али Шах, у сталној зависности од стране подршке ослонио се на савете британских агената, који су вршили притиске на њега и наговарали га да поврати раније изгубљену територију од Русије, обећавајући му притом своју пуну подршку у предстојећој војној акцији. Њихов план одлучно је започео у пролеће 1826, када је ратоборна струја Абас Мирзе успела надвладати остале политичке струје у Техерану, након чега је руски амбасадор у Техерану Александар Сергејевич Мењшиков стављен у кућни притвор.

## Поход 1826.
У мају 1826. руска војска заузела је место Мирак, супротно вољи цара Николаја I. Као одговор персијска влада послала је Мухамед Мирзу Садика у Санкт Петербург да покуша да разговорима реши спорно питање. Међутим, генерал губернатор Алексеј Јермолов успео је да ухапси Садика у Тбилисију.
Након тога 28. јула 1826. јака персијска војска од 35.000-50.000 људи под водствома Абаса Мирзе прешла је границу и извршила је инвазију на Талишки каганат и Карбанашки каганат који су се до тада налазили под Русима. Канови у тим областима брзо су променили стране и предали су Персијанцима своје престонице: Лекоран, Кубу и Баку. Генерал Иван Паскевич, Јермоловљев потчињени, касније је и сам признао да је поступак једног његовог командног официра можда започео овај неизбежни рат.
Алексеј Јермолов, руски генерал губернатор, зано је да нема довољно средстава за покретање контра напада, и одбио је да уведе руске трупе у битку, тј неравноправну борбу, наредивши да се цео град Генџе са иначе највише становника на целом јужном кавказу испразни, а људи евакуишу. У граду Шуша на југозападу Азербејџана, мали руски гарнизон опкољен сда свих страна успео је да се у борби одржи све до 5. септембра, када им је генерал Мадатов стигао коначно са својим појачањем у помоћ.
Мадатов је потукао до ногу, и протерао персијанце све до обала реке Шамкир и успео повратити град Гању 5. септембра. Чувши новопристигле вести, Абас Мирза је подигао своју опсаду са град Шуше и кренуо са војском право ка Гањи. Ново руско појачање под Иваном Паскевичем (иначе замеником Јермолова), успело је да стигне тачно на време да придружи своје снаге, снагама Мандатова, и образује јак пук од око 8.000 људи под Пјаскијевичевом врховном командом. У близини Гање њихове трупе напале су Персијанце, и натерале персијанце да се повуку преко реке Аракс назад у Персију. Напад ка централној персији је некако заустављен уз велике персијске губитке, а сукоби су настављени још годину и по дана потом.

## Поход 1827.
На самом почетку зиме, јак мраз и сурова зима прекинули су непријатељства све до маја 1827, када је Пјаскијевич напредујући право ка Јеревану, на свом путу заузео Ечмијаџин, Нахичеван и Абасабад. Од тада главно ратно жариште, бива пребачено у Источну Јерменију, чија је престоница Јереван, бива заузета у силовитом јуришу 1. октобра, након шестодневне опсаде снага генерала Пјаскијевича. Четрнаест дана касније, генерал Ерицов ушао је у Табриз, приморавши том прилико Шаха да моли за мир.
У то време избијање новог Руско-турског рата, одвојило је персијсу од вођења и мировних преговора, које је између осталог спроводио Александар Грибоједов. У јануару 1828. руске снаге пробиле су се и стигле чак до обала језера Урмија, због чега је шаха ухватила неописива паника, зарбинутог од сад и за судбину саме Персије. На његово лично инсистирање, Абас Мирза је врло брзо по хитном поступку потписао Туркмејчаски мировни уговор (2. фебруара 1828. године) којим је рат окончан.

## Последице
Према условима мировног уговора, Јеревански клаганат и Нахичевански каганат припали су Русији. Шах је био обавезан да плати Русији ратну одштету, у висини од 20.000.000 рубаља у сребру и тонама злата царске ризнице, морао је дозволити слободно пресељавање тј. кретање својих јерменских поданика, на новоосвојену руску територију без икаквих препрека. Можда је још важније било то што је, шах пристао, да Русија једина добије искључиво право држања морнарице у Каспијском мору, као и то да руски трговци могу трговати било где, где они желе у Персијском царству без икаквих проблема. Уз ово шах се обавезао да амнестира сво становништво, дотада иранског Азербејџана које је помагало Русима у рату.
Укратко речено, овим мировним уговором коначно и трајно је уздрман до тада доминантни британски положај у Персији, што је означило нову фазу у Великој игри између царстава. Чиме је дугорочно било обезбеђено припадање целог Кавказа Руском царству.